# ハイフン
ハイフン（英語: hyphen、‐）は、ラテン文字、キリル文字などのアルファベットとともに使用され、語をつなげたり1つの語の音節を分離するために使用される約物であり、4分幅の横棒である。より長く、別の用途を持っているダッシュ（–, —, ―）、およびマイナス記号（−）とよく混同される。ハイフンの使用法はハイフネーションと総称される。ISO 646 (ASCII) や Latin-1 に限定される環境において、代わりに似た字体のハイフンマイナス（-）が使用される。場合により二重ハイフン(⹀, ⸗)が、単にハイフンの代わりとして、また、2種類の用法によるハイフンの同時的表記として用いられる。

## 用法
1. 一つの単語を複数の行に分けて書くとき、前の行の最後に置かれる。（後述の「改行における分綴」）
2. 複数の単語から構成された熟語にあって、それらの語を1単語として扱うにはまだ構成する語の独立性が残っているというほどの結合のときに、構成する単語の間に置かれる。
3. 英語にあっては、複数の語から成る形容詞の、構成する語の間に置かれる。例：ten-year-old girl
4. ドイツ語にあっては、その後半が等しい複数の熟語をundでつなぐとき、前の熟語の後半を省略する場合に、省略部分にハイフンが置かれる。例：Nieder- und Oberösterreich (Niederösterreich und Oberösterreich)
5. 日本では、電話番号や住所の数字部分等の、階層の区切りによく用いられる（他の国ではこの用途にスペースを使うことが多い）。
6. 番地表記では、国によっては、複数の番地にまたがることを示す。たとえば12-14は12番地から14番地まで（の広大な土地）を示す。
7. 製品の形式名にも使われる。“AAA-BB0000”などの様式で表記される。
8. 漢文訓読において、一二点の二点を熟語につける場合に使う。この場合、竪点とも呼ばれる。

## 英語における用法
ハイフンは、主にひとつの単語を分割したり、別々の単語をつないでひとつの単語にするのに使用される。中断ハイフン（例：nineteenth- and twentieth-century writers）の場合を除き、ハイフンとそれがついている単語の間にスペースを入れるべきではない。
唯一絶対のハイフネーション規則集があるわけではなく、むしろ、スタイルガイドごとに異なるガイドラインが規定されていると言ってよい。ダッシュとハイフンに対するスタイルの規則は、複雑な仕組みを使って読みやすくなるように考え出されてきた。編集者はその規則からの逸脱を許容することも多いが、このことによって読みにくくなるわけではなくかえって読みやすくなる。
英語の複合名詞と動詞の中のハイフンの使用は、全体的に着実に減っている。かつてならハイフンでつながれたであろう複合語は、スペースを間に入れるか1語に統合される傾向にある。2007年、Shorter Oxford English Dictionaryの第6版は、fig-leaf（現fig leaf）、pot-belly（現pot belly）、pigeon-hole（現pigeonhole）などのように16,000個の項目からハイフンを取り除いた。インターネットが出現し、コンピュータ技術が普及したことで、新しい普通名詞（“toolbar”、“hyperlink”、“pastebin”など）が生まれたが、これもかつてならハイフンで区切られていたであろう。
用法の減少にもかかわらず、ある種の複合修飾語の構文において、著者によっては接頭辞を使うときに、ハイフネーションは用い続けられている（下記参照）。ハイフネーションはまた、両端揃えされた文章で（例えば新聞の段組）語間の取り方が見苦しくなるのを避けるために、日常的に使用されている。

### 語の分離

#### 改行における分綴（ぶんてつ）
改行における分綴法（分綴、分節法）とは、行に収まらない行末の単語を、音節で分けて、ひとつの単語を分割したものだとわかるようにハイフンを入れることで次の行に繋ぐことを指す。これにより、語間の余白を開けすぎす、行を効率的に美しく使うことができる。手書きの文書では、語間の取り方を調整せずに右側の余白を均一にでき、あるいは、行の右余白へはみ出すことを防げる。
例：
分綴法の決まりは複雑で、言語ごとにも異なる。例えば、The Elements of Typographic Style (Bringhurst, R., 1992) では、文末や文頭に残す文字数や、最終行が分綴で次行に送られた文字だけにならないようにせよ、などと示している。また、他の正書法や組版の習慣とも互いに影響する。特に正式な文章以外の分野では、分綴アルゴリズムを辞書とともに使うことで満足できる結果が得られる。
ウェブページなどの画面表示では適切に分綴されない表示も多いが、出版物などの伝統的な組版が求められる場面では、適切に分綴しハイフンを入れて組まれるのが通常である。
辞書などにおいては、別な文法規則により分綴された単語を分割する際に、元から分綴されている単語であることを明示するために、二重ハイフンを使うことがある。例えば、Webster’s Third New International Dictionaryがその例である。
ハイフネーション(hyphenation)といえば改行における分綴法を指す場合が多いが、ハイフネーションはハイフン用法の総称でもある。特に分綴法を指す言葉としては、syllabification または syllabication（いずれも音節法の意）がある。

#### 接頭辞と接尾辞
接頭辞の中にはハイフンでつながったりつながらなかったりするものがある（co-、pre-、mid-、de-、non-、anti-など）。preambleやdegradeのような古くからある言葉の多くは、接頭辞が完全に一体化しているとみなされているのでハイフンを入れる必要はない。それ以外の場合、用法は個々人または地域の好みによって変わる。イギリス英語ではハイフネーションをし (pre-school)、アメリカ英語ではハイフンを省略する（preschool）傾向にある。接頭辞が（大文字で始まる）固有形容詞につく場合、ハイフンは必須である（例: un-American、de-Stalinisation）。
イギリス英語では、読者の誤読を防ぐためにハイフンを使うことがある。例えばco-workerという単語はcowという語が無意識に読者の目に入ってくるのを防ぐために、そのように区切られている。APスタイルブックには接頭辞としての“co-”の使用法の詳細が書かれている。
連続する母音や子音が黙音や二重母音に変化するのではなく個別に発音されるときに、接頭辞や接尾辞などといっしょにハイフンを使うことがある。例えばshell-like、anti-intellectualのように使う。母音+母音と連続するときにトレマを用いる（例えばco-operationやcooperationではなくcoöperationを使う）英語の権威もいるが、このスタイルは現在まれである。
接頭辞のついた語のなかには、同綴異義語になって他の語と区別できなくならないように、ハイフンでつながれるものもある。例えばrecreation（娯楽・休養）とre-creation（改造）である。

#### 音節の区切り（改行でない分綴法）
syl-la-bi-fi-ca-tionのように、語の音節の区切りを示す（分綴法、分節法、syllabification）ためにハイフンを使用することがある。ほとんどのイギリスと北アメリカの辞書はsyl·la·bi·fi·ca·tionのように、この目的のために“middle dot”や“hyphenation point”と呼ばれることもある中黒を使用する。

#### 文字の区切り
同様に、ハイフンは、“W-O-R-D spells word”のように、単語の綴りを示す時などで、各文字を強調するために用いられることがある。

### 結合

#### 複合修飾語
別の単語の意味を同時に修飾する複数の単語のかたまりを複合修飾語という。副詞+形容詞の組み合わせ以外の複合修飾語が語句の前にあるときには、誤解を防ぐために、American-football player、little-celebrated paintingsのように複合修飾語がハイフンでつながれることがある。ハイフンがないと、「アメフトの選手」か「アメリカ人フットボール選手」のどちらの意味なのか、また「有名な絵画」が小さいという意味かどうか、混同する可能性がある。ice-cream-flavored candyのように、3つ以上の単語から複合修飾語を作ることもでき、形容詞句だけでなく副詞句も作れる (spine-tinglingly frightening)。しかし、複合語がよく知られている場合は、通常ハイフンはつかない。例えばhigh school studentsはhigh-school studentsより好ましいと少なくともひとつのスタイルガイドに書かれている。この文は形の上では曖昧だが（「高校生」と「麻薬を常用している生徒」）、別の意味を伝えたいときには通常違う形の文になる。名詞+名詞の複合修飾語の場合も混同する恐れがないときは、grade point averageやdepartment store managerのようにハイフンなしで書く。
修飾される語句のうしろに複合形容詞があるとき、通常ハイフンは使用されない。例えば“that gentleman is well-respected”でなく“that gentleman is well respected”と書く。これとは逆に、be動詞やその変化形のうしろに複合形容詞がある場合に、ハイフンを推奨する権威もいる。
ほとんどのスタイルガイドには、副詞+形容詞の修飾語で副詞が-lyで終わるときはハイフンを使うべきではない、と書いてある。例えばwholly owned subsidiaryやquickly moving vehicleのように書くのは、副詞が形容詞を修飾しているのが明確で、“quickly”は“vehicle”を修飾できないからである。しかし、副詞が形容詞としても働くときは、意味を明確にするためにハイフンを使用してもよい、あるいは使用すべきとするスタイルガイドもある。例えば、more-important reasons（「より重要な理由」）という用語は、moreが形容詞であるmore important reasons（「追加の重要な理由」）と区別される。（ただし、“a more-important reason”のハイフンは“a more important reason”と区別するのに必要ではない。両者の意味は同じため。）質量名詞の例は以下のとおりである: more-beautiful sceneryはmore beautiful sceneryと区別される。
28-year-old woman、twenty-eight-year-old woman、320-foot wingspanのように、数の表現に数字を使うか単語を使うかにかかわらず、（特に度量衡の）形容詞句は、数や言葉をハイフンでつないで作る。省略された時間単位にも通常同じことが言える。two-thirds majorityやone-eighth portionなどのように形容詞として使われている分数を数字に略さずに書くときにもハイフンを使う（名詞として使われる場合はこの限りではない）。しかし、国際単位系の単位の（名称ではなく）記号を使うときは、国際度量衡局とアメリカ国立標準技術研究所の両方がハイフンなしを推奨する（例: a 25 kg sphere）。ただし単位が名称で書かれるときは当てはまらず、a 25-kilogram sphere、a roll of 35-millimeter filmのように書く。
構成要素のどちらかがすでにハイフンでつながれているか、スペースを含んでいる場合に、high-priority–high-pressure tasks（優先度とプレッシャーが高い仕事）のように、ハイフンをつないで複合語を作る代わりにenダッシュ（ – ）を使うことがある。範囲 (pp.312–14)、関係 (blood–brain barrier) および“to”の感覚 (Boston–Washington race) を伝えるときは、enダッシュはハイフンより適している。

#### 他の複合語
修飾語以外にも様々な複合語の中で接続ハイフンが使用されている。例えばlily-of-the-valley、cock-a-hoop、clever-clever、tittle-tattle、orang-utanである。用法は一定の規則というより慣習に基づいていることが多く、ハイフネーションのスタイルは作者ごとに違う。例えばorang-utanはorangutanまたはorang utanと書かれることもあるし、lily-of-the-valleyはハイフンでつなぐこともつながないこともある。
2語からなる100未満の数の名前はハイフンでつながれる。例えば23はtwenty-threeと書き、123はone hundred and twenty-threeと書く（andはアメリカ英語では省略される）。
それぞれの姓をハイフンで結合することによって、自分たちの新しい家族用に新しい姓を作る夫婦もいる。これは二重姓と呼ばれる。例えばJane DoeおよびJohn SmithはJane and John Smith-DoeまたはDoe-Smithになる。また、女性だけが出生時の姓をハイフンでつないで夫の姓を付け足す国もある。

#### 中断ハイフン
“and”、“or”、“to”によって並べられた、空白区切り、空白なし、またはハイフン接続の複合語のなかに、共通の基底単語が使われている場合、中断ハイフンが使用されることがある（英語ではsuspended hyphenとかhanging hyphenとかdangling hyphenと呼ばれる）。例えば、nineteenth-century and twentieth-centuryはnineteenth- and twentieth-centuryと書くことがある。この用法は現在英語で一般的で、スタイルガイドのなかにはこの方法を明確に推奨しているものもある。あまり一般的ではないが、英語で基底単語が先頭にあるときにも、“investor-owned and -operated”のように中断ハイフンが使用されることもある。ドイツ語において一般的な、“applied linguistics and sociolinguistics”の代わりに“applied and sociolinguistics”を使うようなことは英語では好まれない。インディアナ大学のスタイルガイドはこの例を挙げて、先頭の語句が通常空白で区切られる場合、『近道をとる』ことはしないでくださいとしている。

### その他の使用法
ハイフンは、日付（下記参照）、電話番号、スポーツの点数で、数字をつないで書くために使用されることがある。
G-dのように、ハイフンは、単語中の文字を隠すために使用されることがある。文体をよくするためにenダッシュも同様に使う（“G–d”）。

## 多様な意味
ハイフンの配置によって意味が変化する顕著な例をいくつか挙げる:
- disease-causing poor nutrition : 病気を起こす栄養不足
- disease causing poor nutrition : 栄養不足を起こす病気

- man-eating shark : 人を食べるサメ
- man eating shark : サメの肉を食べる人

- blue-green sea : 色が青と緑色のあいだである海
- blue green sea : “green”が色以外のことを意味する文脈で使用されない限り矛盾した表現

- three-hundred-year-old trees : 樹齢300年の木（本数はわからない）
- three hundred-year-old trees : 樹齢100年の3本の木
- three hundred year-old trees : 樹齢1年の300本の木

## ハイフンの起源と歴史
ハイフンの考案と最初の使用は、しばしばマインツのヨハネス・グーテンベルクによる1455年ごろのグーテンベルク聖書の出版によるものであるとされる。アメリカ議会図書館におけるベラム（フバイ・インデックス#35）上の原本の調査は、グーテンベルクの活字が均一なスタイル（1ページあたり42個の均等の線）で行ぞろえされたセットであったことを示す。
グーテンベルクの印刷機は、適所に周囲の印刷しない、硬いフレームによって保持されることを、タイプの個々の文字から構成されている言葉に要求した。グーテンベルクは、右側のマージンで、最後の要素としてハイフンを挿入する、フレームを取り付けることによって各行を同じ長さにする問題を解決した。これは最後の言葉において文字を中断し、残っている文字が下の行のはじめに持ち越されることを必要とする。ハイフンが短い2本の60度の角度で右に傾く線が聖書に出現する。
中世と印刷の初期において、コンマの前身はスラッシュであった。ハイフンがこれと混同されるべきでないので、スラッシュのように傾き、等号と似た2本のスラッシュが使用された。筆記のフォームは時間とともにコンマの完全な開発を含んで変化し、ハイフンが1回の水平のストロークになった。
メリアム・ウェブスター辞書の第2版で、言葉を分割する場所で行の終わりに追加するハイフンとして、1個の小さくて僅かに傾いたスラッシュを使用したが、実際にフレーズの一部であったけれども、ただ偶然行の終わりにきたハイフンを示すために非常に古いシンボルと類似したダブルスラッシュを使用した。混乱がまったくないように、このダブルスラッシュは、テキストの中央でもハイフンでつながれたフレーズの中で使用された。

## コンピュータにおけるハイフン
代表的な文字コードであるASCIIでは、ハイフンは45（十六進法で2D）に割り当てられている。この文字は実際にはハイフンマイナスと呼ばれ、これはマイナス記号、およびダッシュの用途にも使われる。Unicodeでも、ASCIIとの互換性を維持して、U+002D（ - ）としてハイフンマイナスが割り当てられている。ただし、それとは別に、U+2010（ ‐ ）にハイフン、およびU+2212（ − ）にマイナスが独立して割り当てられている。さらに、エムダッシュU+2014（ — ）、エヌダッシュU+2013（ – ）、ホリゾンタルバー（HORIZONTAL BAR）U+2015（ ― ）など各種直線状の記号も別途コードが割り当てられている。例えば、日本経済新聞電子版はハイフンとしてホリゾンタルバーを用いている。全角ダッシュのマッピング問題も参照。ハイフンマイナスは様々な用途に使用される汎用の文字である。このため、正確なタイポグラフィが要求される場面では、ハイフン、マイナス、その他の記号を正しく使い分ける必要がある。たとえば、4+3−2=5（マイナス）と4+3-2=5（ハイフンマイナス）を比較すると、ほとんどのフォントにおいて文字の幅や太さ、（垂直方向の）位置が異なっていることが確認できる。
しかし、たいていのキーボードではUnicodeのハイフンを入力するのは困難なため、ハイフンマイナスは非常によく用いられる（ASCIIのみのテキストの場合など）。適切な文字が使用できなかったり、入力が困難だったり、筆者が区別を知らなかったりなど、様々な理由からマイナスやダッシュを使うべき箇所でハイフンマイナスが使用される例がしばしば見られる。また、ASCIIテキストにおいてハイフンマイナスを2つ並べてエムダッシュの代用とする者もいる。
テキストの配置を考える場合、単語を分断してそこに改行を挿入したほうが（単語全体を次の行に配置するより）好ましい場合がある。コンピュータプログラムで適切なハイフネーションの位置を決定することが困難であることから、ソフトハイフンの概念が考案された。これは、単語中でハイフネーション可能な箇所をあらかじめ手動で指定しておくことで、その後のテキストの配置が変化した場合でも不適切な位置での改行を防ぐ効果がある。逆に、必ず表示・印刷されるハイフンはハードハイフンと呼ばれる。ソフトハイフンが有用なのは、テキストを表示する領域の幅が非常に狭い場合に、長い単語が強制的に改行を引き起こし、前後に大きな空白を生んでしまうという状況である。その長い単語中のハイフネーション可能な位置にソフトハイフンを挿入することで、行末の不自然な空白が少なくなるようなより好ましいテキストの配置が行なわれるようになる。このようなソフトハイフンの挿入を人の手で行なうのは困難であるので、Hyphenator（JavaScriptライブラリ）やオンラインフォームhypho-oなど自動で行うツールが存在する。近い将来、制定されるであろうCascading Style Sheets（CSS）バージョン3では、言語固有のハイフネーション辞書を用意する手法が提供される見込みである。
実際のテキストの配置の際、コンピュータシステムは、単語中のソフトハイフンの位置で改行する場合はその行末にハイフンを表示し、行の切れ目に位置しないソフトハイフンは表示しないという処理を行う。ISO/IEC 8859のほとんどのパートでは、0xADにソフトハイフンが割り当てられている。Unicodeも、最初の256文字がISO/IEC 8859-1をそのまま取り入れていることから同じくU+00ADにソフトハイフン（SHY - SOFT HYPHEN=discretionary hyphen）が割り当てられている。また、HTML 3.2では、ソフトハイフンを表す文字実体参照として&shy;が導入された。
ほとんどのテキスト処理システムは、単語の区切りを考慮し、適切な位置で改行を行なってテキストを配置するようにできている。しかし、常に望ましい結果が得られるわけではない。特に曖昧さの生じる場合（recreation: レクレーションとre-creation: 再生成）や英文の中に他言語の単語が混在した場合に顕著である。そのため、Unicodeでは、NON-BREAKING HYPHENをU+2011（ ‑ , &#8209;）に設けている。これは、通常のハイフンと同様の見た目であるが、ここで改行してはならないことをテキスト処理システムに示す効果がある。
また、ASCIIのハイフンマイナスは、キャラクタユーザインタフェースにおいて、プログラムのパラメータの指定の用途としてよく使われる。この場合、何か特定の指示を表す1ないし数文字を後ろに伴って使われる（例: -help）。この用法では、ダッシュと呼ばれることが多い。Unix系をはじめ多くのシステムでこの用法が見られる。なお、MS-DOS（及びWindows）では、OSに標準添付のツール等ではスラッシュのほうが一般的であるが、ユーザ製のプログラム、特にUnix系から持ってきたものなどではハイフンも多い。パラメータとしてハイフン単独が指定されていた場合、標準入力からの入力、または標準出力への出力を意味する場合がある。一部のプログラムでは、「ロングオプション」としてハイフンマイナスを2つ並べて、その後ろに指定を表す詳細な言葉を並べる記法が用いられることがある（例: -d --detail）。これはGNUプロジェクトのソフトウェア一般に見受けられる。さらに、ハイフンマイナス2つのみというオプション--によって、オプション類の終了を示し、その後にある引数はファイル名等として解釈する、という流儀もある。これはハイフンで始まるファイル名などを認識させるためにある。

## 国際規格の日付
日付を記述する際の年月日の区切りとして、大陸ヨーロッパ人はハイフンを使用する。ドイツ人とスラブ人は月のためにローマ数字を使った。例えば、14-VII-1789（1789年7月14日の意）は、最初のパリ祭を記述する方法のひとつであるが、この用法は支持を急速に失っている。クレムリンの壁の飾り額はこの方法で記述される。英語ではスラッシュを使用するのに対し、国際標準ではハイフンを使用するよう指定している。
国際規格のISO 8601によりハイフンを使った新たな標準がもたらされた。欧州規格EN28601として承認され、さまざまな印刷のスタイルガイド（例えばドイツ工業規格5008）にも組み入れられている。現在、すべてのヨーロッパの行政機関の公文書でこの方法が使われている。これらの基準にはハイフンを使用した日付の書式が規定されている。1789-07-14は、最初のパリ祭を記述する新しい方法である。
一般的なコンピュータのファイルシステムではスラッシュの使用が困難か不可能であるので、この方法は北アメリカで影響力を増した。Windowsはディレクトリの区切り文字として\（バックスラッシュ）と/の両方を使用し、/はスイッチをシェルコマンドに導入し、分離するためにも使用する。Unix風のシステムはディレクトリの区切り文字として/を使用し、\はファイル名において使用可能ではあるものの、シェルがエスケープ文字として使っているため、使用するのは不便である。Unixはまた、スイッチを導入するためにハイフンが後に続くスペースを用いる。年がない形式についても標準的なアメリカの表記に使われている区切り文字を除いて同一である。
ISOの日付形式はデフォルトの照合で正しくソートし、コンピューターを使用する多くの状況で便利なので、多くのコンピュータシステムやIT技術者はこの方法に切り替えた。例えば、マサチューセッツ州政府はこの方法に切り替えた。

## トリビア
- 共産主義政権崩壊後のチェコスロバキアでは、国名へのハイフンの追加を巡り論争が発生した（ハイフン戦争）。これは後に、チェコとスロバキアの国家体制自体の分離という結末（ビロード離婚）に至った。
- ハイフンを使用した単語などを日本語に置き換えるときは、ハイフンをダブルハイフンで置き換えることも多い。

## 符号位置
| 記号 | Unicode | JIS X 0213 | 文字参照            | 名称                                            |
| ---- | ------- | ---------- | ------------------- | ----------------------------------------------- |
| ‐    | U+2010  | 1-1-30     | &#x2010; &#8208;    | ハイフン HYPHEN                                 |
| -    | U+002D  | 1-2-17     | &#x2D; &#45;        | ハイフンマイナス HYPHEN-MINUS                   |
| －   | U+FF0D  | 1-2-17     | &#xFF0D; &#65293;   | ハイフンマイナス（全角） FULLWIDTH HYPHEN-MINUS |
|      | U+00AD  | 1-9-9      | &shy; &#xAD; &#173; | ソフトハイフン SOFT HYPHEN                      |
| ‑    | U+2011  | -          | &#x2011; &#8209;    | ノンブレーキングハイフン NON-BREAKING HYPHEN    |
| ⁃    | U+2043  | -          | &#x2043; &#8259;    | HYPHEN BULLET                                   |